# 職業安定法
職業安定法（しょくぎょうあんていほう、昭和22年11月30日法律第141号）は、日本国憲法に規定された勤労権を保障し、職業選択の自由の趣旨を尊重しつつ、職業紹介や労働者供給について定めることに関する日本の法律である。略称は、職安法（しょくあんほう）である。
1947年（昭和22年）11月30日に公布された。
所管は2001年の中央省庁再編以前は労働省、以降は厚生労働省職業安定局である。なお職業安定局という部局名は、旧労働省の設置当時から一度も変わっていない。

## 構成
- 第一章　総則（第1条―第5条の7）
- 第二章　職業安定機関の行う職業紹介及び職業指導
  - 第一節　通則（第6条―第16条）
  - 第二節　職業紹介（第17条―第21条）
  - 第三節　職業指導（第22条―第25条）
  - 第四節　学生若しくは生徒又は学校卒業者の職業紹介等（第26条―第28条）
- 第二章の二　地方公共団体の行う職業紹介（第29条―第29条の9）
- 第三章　職業安定機関及び地方公共団体以外の者の行う職業紹介
  - 第一節　有料職業紹介事業（第30条―第32条の16）
  - 第二節　無料職業紹介事業（第33条―第33条の4）
  - 第三節　補則（第33条の5―第35条）
- 第三章の二　労働者の募集（第36条―第43条）
- 第三章の三　労働者供給事業（第44条―第47条）
- 第三章の四　労働者派遣事業等（第47条の2）
- 第四章　雑則（第48条―第62条）
- 第五章　罰則（第63条―第67条）
- 附則

## 目的等
職業安定法は、労働施策の総合的な推進並びに労働者の雇用の安定及び職業生活の充実等に関する法律と相まって、公共に奉仕する公共職業安定所その他の職業安定機関が関係行政庁又は関係団体の協力を得て職業紹介事業等を行うこと、職業安定機関以外の者の行う職業紹介事業等が労働力の需要供給の適正かつ円滑な調整に果たすべき役割にかんがみその適正な運営を確保すること等により、各人にその有する能力に適合する職業に就く機会を与え、及び産業に必要な労働力を充足し、もって職業の安定を図るとともに、経済及び社会の発展に寄与することを目的とする（第1条）。 
本法においては、何人も、公共の福祉に反しない限り、職業を自由に選択することができ（職業選択の自由、第2条）、何人も、人種、国籍、信条、性別、社会的身分、門地、従前の職業、労働組合の組合員であること等を理由として、職業紹介、職業指導等について、差別的取扱を受けることがない（但し労働組合法の規定によって、雇用主と労働組合との間に締結された労働協約に別段の定のある場合は、この限りでない）（均等待遇、第3条）。

## 職業紹介の原則
公共職業安定所、特定地方公共団体及び職業紹介事業者、労働者の募集を行う者及び募集受託者並びに労働者供給事業者（「公共職業安定所等」）は、それぞれ、職業紹介、労働者の募集又は労働者供給に当たり、求職者、募集に応じて労働者になろうとする者又は供給される労働者に対し、書面で以下の労働条件を明示しなければならない（第5条の3第2項、規則第4条の2）。当初明示した労働条件を変更する場合は、相手方に対し、当該変更内容を明示しなければならない。
1. 労働者が従事すべき業務の内容に関する事項
2. 労働契約の期間に関する事項
3. 試用期間に関する事項
4. 就業の場所に関する事項
5. 始業及び終業の時刻、所定労働時間を超える労働の有無、休憩時間及び休日に関する事項
6. 賃金（臨時に支払われる賃金、賞与及び労働基準法施行規則第8条各号に掲げる賃金を除く）の額に関する事項
7. 健康保険、厚生年金、労働者災害補償保険及び雇用保険の適用に関する事項
8. 労働者を雇用しようとする者の氏名又は名称に関する事項
9. 労働者を派遣労働者として雇用しようとする旨（労働者を派遣労働者として雇用しようとする者に限る）
10. 就業の場所における受動喫煙を防止するための措置に関する事項

公共職業安定所、特定地方公共団体及び職業紹介事業者は、求人の申込みは全て受理しなければならない。ただし、以下のいずれかに該当する求人の申込みは受理しないことができる（第5条の5）。これにより求人の申込みを受理しないときは、求人者に対し、その理由を説明しなければならない（規則第4条の3）。
1. その内容が法令に違反する求人の申込み
2. その内容である賃金、労働時間その他の労働条件が通常の労働条件と比べて著しく不適当であると認められる求人の申込み
3. 労働に関する法律の規定であって政令で定めるものの違反に関し、法律に基づく処分、公表その他の措置が講じられた者（厚生労働省令で定める場合に限る。）からの求人の申込み
4. 第5条の3第2項の規定による明示が行われない求人の申込み
5. 次に掲げるいずれかの者からの求人の申込み
  - 暴力団員による不当な行為の防止等に関する法律第2条6号に規定する暴力団員
  - 法人であって、その役員（業務を執行する社員、取締役、執行役又はこれらに準ずる者をいい、相談役、顧問その他いかなる名称を有する者であるかを問わず、法人に対し業務を執行する社員、取締役、執行役又はこれらに準ずる者と同等以上の支配力を有するものと認められる者を含む。）のうちに暴力団員があるもの
  - 暴力団員がその事業活動を支配する者
6. 公共職業安定所、特定地方公共団体及び職業紹介事業者が、求人の申込みが以上のいずれかに該当するかどうかを確認するため必要があると認めるときに、当該求人者に報告を求めたときに、正当な理由なくこれに応じない者からの求人の申込み

公共職業安定所は、労働争議に対する中立の立場を維持するため、ストライキ又はロックアウトの行われている事業所に、求職者を紹介してはならない（第20条）。

## 職業紹介事業
公共職業安定所及び特定地方公共団体（無料の職業紹介事業を行う地方公共団体）、職業紹介事業者又は労働者供給事業者は、労働力の需要供給の適正かつ円滑な調整を図るため、雇用情報の充実、労働力の需要供給の調整に係る技術の向上等に関し、相互に協力するように努めなければならない（第5条の2）。 
職業紹介事業者は、職業紹介に関する事項を統括管理させるため、厚生労働省令で定めるところにより、職業紹介責任者を選任しなければならない（第32条の14、第33条4項）。
無料の職業紹介事業
地方公共団体は、無料の職業紹介事業を行うことができる（第29条1項）。特定地方公共団体は、無料の職業紹介事業を行う旨を、厚生労働大臣に通知しなければならない（第29条2項）。特定地方公共団体は、無料の職業紹介事業の運営に当たっては、公共職業安定所との連携の下に、その改善向上を図るために必要な措置を講ずるように努めなければならない（第29条の7）。
無料の職業紹介事業（公共職業安定所及び特定地方公共団体の行うものを除く。以下同じ。）を行おうとする者は、学校・特別の法人等である場合を除き、厚生労働大臣の許可を受けなければならない（第33条1項）。厚生労働大臣は、この許可をしようとするときは、あらかじめ、労働政策審議会の意見を聴かなければならない。ただし、労働組合等に対し許可をしようとするときは、この限りでない（第33条2項）。許可の有効期間は、当該許可の日から起算して新規の場合は3年、更新の場合は5年とする（第33条3項、規則第32条）。
有料の職業紹介事業
有料の職業紹介事業を行おうとする者は、厚生労働大臣の許可を受けなければならない（第30条1項）。厚生労働大臣は、この許可をしようとするときは、あらかじめ、労働政策審議会の意見を聴かなければならない（第30条5項）。許可の有効期間は、当該許可の日から起算して、新規3年、更新5年とする（第32条の6）。更新の場合、有効期間満了日の3月前までに所定の申請書を厚生労働大臣に提出しなければならない（規則第22条）。
有料職業紹介事業者は、港湾運送業務に就く職業、建設業務に就く職業その他有料の職業紹介事業においてその職業のあっせんを行うことが当該職業に就く労働者の保護に支障を及ぼすおそれがあるものとして厚生労働省令で定める職業を求職者に紹介してはならない（第32の11）。

## 労働者供給事業
「労働者供給」とは、供給契約に基づいて労働者を他人の指揮命令を受けて労働に従事させることをいい、労働者派遣法第2条1号に規定する労働者派遣に該当するものを含まないものとする（第4条6項）。何人も、労働者供給事業を行い、又はその労働者供給事業を行う者から供給される労働者を自らの指揮命令の下に労働させてはならない（第44条）。ただし、労働組合等が、厚生労働大臣の許可を受けた場合は、無料の労働者供給事業を行うことができる（第45条）。